# (16260) Spoutnik
Ne doit pas être confondu avec Spoutnik, (classe de satellites artificiels lancés par l'Union soviétique) et autres homonymes.
(16260) Spoutnik, désignation internationale (16260) Sputnik, est un astéroïde de la ceinture principale découvert le 9 mai 2000 à l'observatoire de Reedy Creek dans le Queensland par l'astronome australien John Broughton. Sa désignation provisoire était 2000 JO15.
Il porte le nom de la série de satellites Spoutnik lancés par l'URSS au tout début de la conquête de l'espace.